# Slag bij Altamaha Bridge
De Slag bij Altamaha Bridge vond plaats op 19 december 1864 in Wayne County, Georgia tijdens de Amerikaanse Burgeroorlog. Deze slag is ook gekend onder de naam  Slag bij de Doctortown Railroad Trestle. Dankzij hun overwinning slaagden de Zuidelijken erin om de strategisch belangrijke spoorweg die Savannah, Georgia van de broodnodige voorraden voorzag open te houden tijdens de Noordelijke belegering van de stad.
Op 1 december 1864 arriveerde de 4th brigade van Georgia Militia onder leiding van brigadegeneraal Henry K. McCay in Wayne County om verdedigingswerken uit te bouwen rond de Savannah en Gulf spoorwegbrug over de Altamaha River. De Zuidelijken bouwden borstweringen op de noordelijke oever van Morgan’s Lake net ten noorden van de brug en de rivier. Op de zuidelijke oever werd bij Doctortown een batterij van 2 32-ponder kanonnen geïnstalleerd. Op Morgan’s Lake voer een boot rond met een licht kanon en twee compagnies van de militie. 
Op 16 december bevond Noordelijke generaal-majoor William Tecumseh Sherman met zijn legers zich voor Savannah. Om de bevoorrading van de stad af te snijden stuurde hij Noordelijke eenheden naar de spoorweg van de Ogeechee rivier tot aan de brug. Een brigade van generaal-majoor Judson Kilpatricks cavalerie onder leiding van kolonel Smith D. Atkins viel de brug aan en kon een deel van de schragen aan de kant van Morgan’s Lake vernietigen. Hij slaagde er echter niet in de Zuidelijke batterij aan de andere zijde van de brug in te nemen. De Noordelijke trokken zich terug naar de Ogeechee rivier